# Clinton Rossiter
Pour les articles homonymes, voir Rossiter.
Clinton Lawrence Rossiter (né le 18 septembre 1917 à Philadelphie, en Pennsylvanie, et mort le 11 juillet 1970  à Ithaca, dans l'État de New York) est un historien, un politologue et un universitaire américain.

## Récompenses et distinctions
- En 1953, Clinton Rossiter reçoit le Woodrow Wilson Foundation Award pour Seedtime of the Republic : the origin of the American tradition of political liberty[1].
- En 1954, il est lauréat du prix Bancroft pour ce même ouvrage[2].